# 手塚裕之 (総合格闘家)
手塚 裕之（てつか ひろゆき、1990年2月15日 - ）は、日本の男性総合格闘家、米農家。栃木県塩谷町出身。ハイブリッドレスリング山田道場/TGFC所属。元ウェルター級キングオブパンクラシスト。

## 来歴
栃木県塩谷町の米農家の長男に生まれる。父親と祖父が共に格闘技ファンであった事も影響し、小学校高学年の頃から格闘家に憧れを抱き、山本“KID”徳郁などに魅了されていた。しかし近所で練習ができる場所は剣道の道場しかなく、8歳から15歳まで剣道を続ける。
中学校に入り、当時流行っていた漫画テニスの王子様の影響で軟式テニス部に入部し、筋力トレーニングも始めた。高校3年生時に軟式テニス部を引退した直後からキックボクシングを始めた。
日本体育大学に入学。在学中にもチームドラゴンで継続してキックボクシングを行っていたが専念はせず、パルクールや登山にも取り組んでいた。大学卒業後に農業研修制度を利用してアメリカ合衆国へ渡った際、22歳から総合格闘技を始めた。アメリカ滞在中の2年間農業の仕事をしながら総合格闘技を続け、2012年12月にオレゴン州のポートランドでアマチュア総合格闘技デビュー戦を行った。
23歳で日本に戻ると、地元栃木で中学校の体育教師をしながら、地元の道場でトレーニングも続けていた。しかし、「⾃分の夢を叶えていないのに⼦供たちに夢を語れない」と思い周囲の制⽌を振り切って1年で教職を辞め、再度アメリカに渡り総合格闘技に取り組んだ。

### PANCRASE
帰国しアメリカでの試合のビデオをパンクラスに送り、2015年11月1日、パンクラスでプロデビュー。マンモス谷部にKO勝ち。
2019年6月30日、PANCRASE 306で行われたパンクラスウェルター級暫定王座決定戦でウェルター級ランキング4位の高木健太と対戦し、チョークスリーパーで一本勝ちを収め暫定王座獲得に成功した。

### ONE Championship
2019年10月13日、ONE Championship初参戦となった両国国技館で開催されたONE Championship: CENTURY PART IIにて、修斗世界ウェルター級王者エルナニ・ペルペトゥオと対戦し、3-0の判定勝ちを収めた。
2019年12月13日、第12代ウェルター級キング・オブ・パンクラシストのグライコ・フランサがウェルター級キング・オブ・パンクラス王座を返上し、手塚が同日付で正規王座に昇格、第13代ウェルター級キング・オブ・パンクラシストとなった。
2020年9月10日、Road to ONE 3rdで元EFC王者のグンター・カルンダと対戦し、1RにKO勝ちを収めた。
2020年11月13日、ONE Championship: Inside the Matrix3でムラド・ラマザノフと対戦するもテイクダウンに苦戦し、0-3の判定負けを喫した。
2022年1月28日、ONE Championship: Only the Braveで元ウェルター級世界王者のゼバスチャン・カデスタムと対戦予定であったが、カデスタムが欠場。エドソン・マルケスとの対戦となり、3RにTKO勝ちを収めた。試合後は秋山成勲との対戦をアピールした。
2022年5月26日、ウェルター級キングオブパンクラス王座を返上した。

## 人物・エピソード
- 家業の農業を手伝っており、コシヒカリを作っている[10][11]。
- 上京は考えておらず、主な練習場所は、自宅横の農機具入れだったガレージ。また、自然を利用した特訓も行っている[1][11]。
- サプリメントは一切摂取せず、生物的な強さを追求するとして減量も行わない[3][12]。
- 既婚者である[13]。

### プロ総合格闘技
| 総合格闘技 戦績 | 総合格闘技 戦績 | 総合格闘技 戦績 | 総合格闘技 戦績 | 総合格闘技 戦績 | 総合格闘技 戦績 | 総合格闘技 戦績 |
| --------------- | --------------- | --------------- | --------------- | --------------- | --------------- | --------------- |
| 19 試合         | (T)KO           | 一本            | 判定            | その他          | 引き分け        | 無効試合        |
| 14 勝           | 8               | 4               | 2               | 0               | 0               | 0               |
| 5 敗            | 1               | 0               | 4               | 0               | 0               | 0               |

| 勝敗 | 対戦相手               | 試合結果                                        | 大会名                                                              | 開催年月日     |
| ×    | イシ・フィティケフ     | 5分3R終了 判定0-3                               | ONE 168                                                             | 2024年9月7日   |
| ○    | ヴァミール・ダ・シウバ | 2R 3:34 ノースサウスチョーク                    | ONE Fight Night 21                                                  | 2024年4月6日   |
| ○    | アブラーオ・アモリム   | 1R 4:57 アームバー                              | ONE Fight Night 19                                                  | 2024年2月17日  |
| ○    | ジン・テホ             | 1R 4:45 アームバー                              | ONE Fight Night 15                                                  | 2023年10月7日  |
| ○    | エドソン・マルケス     | 3R 1:05 TKO（左フック）                         | ONE Championship: Only the Brave                                    | 2022年1月28日  |
| ○    | アギラン・ターニ       | 3R 3:45 TKO（スタンドパンチ連打）               | ONE Championship: NextGen 2                                         | 2021年11月12日 |
| ×    | ムラド・ラマザノフ     | 5分3R終了 判定0-3                               | ONE Championship: Inside the Matrix 3                               | 2020年11月13日 |
| ○    | グンター・カルンダ     | 1R 1:15 KO（左フック）                          | Road to ONE:3rd TOKYO FIGHT NIGHT                                   | 2020年9月10日  |
| ○    | エルナニ・ペルペトゥオ | 5分3R終了 判定3-0                               | ONE Championship: CENTURY PART II                                   | 2019年10月13日 |
| ○    | 高木健太               | 1R 3:36 リアネイキドチョーク                    | PANCRASE 306 【ウェルター級キング・オブ・パンクラス暫定王座決定戦】 | 2019年6月30日  |
| ○    | 村山暁洋               | 5分3R終了 判定3-0                               | PANCRASE 302                                                        | 2018年12月9日  |
| ○    | KAZZ                   | 3R 1:18 TKO（パウンド）                         | PANCRASE 298                                                        | 2018年8月5日   |
| ×    | グライコ・フランサ     | 5分3R終了 判定1-2                               | PANCRASE 293                                                        | 2018年2月4日   |
| ○    | セルゲイ・キクリック   | 2R 2:04 TKO（パウンド）                         | PANCRASE 290                                                        | 2017年10月8日  |
| ○    | 中村勇太               | 3R 1:56 TKO（パウンド）                         | PANCRASE 286                                                        | 2017年4月23日  |
| ×    | 高木健太               | 2R 2:05 TKO（ドクターストップ：カットでの出血） | PANCRASE 279                                                        | 2016年7月24日  |
| ×    | ルイス・ドゥトラ       | 5分3R終了 判定0-3                               | PANCRASE 276                                                        | 2016年3月13日  |
| ○    | 川和真                 | 1R 0:10 KO（パンチ）                            | PANCRASE 275                                                        | 2016年1月31日  |
| ○    | マンモス谷部           | 1R 0:10 KO（スタンドパンチ）                    | PANCRASE 271                                                        | 2015年11月1日  |

### アマチュア総合格闘技
| 勝敗 | 対戦相手       | 試合結果                   | 大会名                           | 開催年月日     |
| ○    | Jeramy Burford | 1R 1:39 アームバー         | FCFF - RUMBLE AT THE ROSELAND 82 | 2015年6月13日  |
| ×    | Hadi Al-awadh  | 3R 2:03 TKO（パンチ）      | FCFF - RUMBLE AT THE ROSELAND 72 | 2013年7月13日  |
| ○    | Chris Williams | 2R 1:00 アームバー         | FCFF - RUMBLE AT THE ROSELAND 71 | 2013年5月18日  |
| ○    | Tyrell Pless   | 2R 2:32 チョークスリーパー | FCFF - RUMBLE AT THE ROSELAND 70 | 2013年3月9日   |
| ×    | John Gonzalez  | 1R 2:04 KO（パンチ）       | FCFF - RUMBLE AT THE ROSELAND 68 | 2012年12月15日 |

## 獲得タイトル
- ウェルター級暫定キング・オブ・パンクラシスト (2019年)
- 第13代ウェルター級キング・オブ・パンクラシスト (2019年)